# Primera División de Chile 1980
Primera División de Chile 1980 var den chilenska högstaligan i fotboll för herrar för säsongen 1980, som slutade med att Cobreloa vann.

## Kvalificering för internationella turneringar
- Copa Libertadores 1981
  - Vinnaren av Primera División: Cobreloa
  - Vinnaren av Liguilla Pre-Libertadores: Universidad de Chile

## Sluttabell
Vinnaren av Copa Chile 1980 fick två extra bonuspoäng, dessutom fick alla semifinalister förutom vinnaren ett bonuspoäng. Dessa bonuspoäng redovisas i tabellen under "BP".
| Plac. | Lag                  | S  | V  | O  | F  | BP | GM | IM | MSK | Poäng |
| ----- | -------------------- | -- | -- | -- | -- | -- | -- | -- | --- | ----- |
| 1     | Cobreloa             | 34 | 17 | 13 | 4  | 1  | 51 | 25 | 26  | 48    |
| 2     | Universidad de Chile | 34 | 16 | 12 | 6  | 1  | 38 | 21 | 17  | 45    |
| 3     | Colo-Colo            | 34 | 16 | 10 | 8  | 1  | 76 | 40 | 36  | 43    |
| 4     | Deportes Concepción  | 34 | 15 | 11 | 8  | 0  | 64 | 49 | 15  | 41    |
| 5     | O'Higgins            | 34 | 15 | 10 | 9  | 0  | 47 | 32 | 15  | 40    |
| 6     | Unión Española       | 34 | 14 | 11 | 9  | 0  | 57 | 40 | 17  | 39    |
| 7     | Everton              | 34 | 13 | 10 | 11 | 0  | 53 | 43 | 10  | 36    |
| 8     | Magallanes           | 34 | 11 | 14 | 9  | 0  | 31 | 32 | -1  | 36    |
| 9     | Palestino            | 34 | 12 | 11 | 11 | 0  | 47 | 42 | 5   | 35    |
| 10    | Universidad Católica | 34 | 12 | 11 | 11 | 0  | 48 | 48 | 0   | 35    |
| 11    | Audax Italiano       | 34 | 11 | 12 | 11 | 0  | 40 | 40 | 0   | 34    |
| 12    | Naval                | 34 | 12 | 10 | 12 | 0  | 35 | 45 | -10 | 34    |
| 13    | Deportes Aviación    | 34 | 9  | 13 | 12 | 0  | 38 | 53 | -15 | 31    |
| 14    | Iquique              | 34 | 7  | 14 | 13 | 2  | 32 | 51 | -19 | 30    |
| 15    | Coquimbo Unido       | 34 | 5  | 15 | 14 | 0  | 30 | 52 | -22 | 25    |
| 16    | Lota Schwager        | 34 | 7  | 10 | 17 | 0  | 35 | 57 | -22 | 24    |
| 17    | Santiago Wanderers   | 34 | 5  | 13 | 16 | 0  | 35 | 52 | -17 | 23    |
| 18    | Green Cross-Temuco   | 34 | 5  | 8  | 21 | 0  | 26 | 61 | -35 | 18    |

|  | Mästare och kvalificerade till Copa Libertadores 1981. |
|  | Kvalificerade till Liguilla Pre-Libertadores.          |
|  | Till kvalserie.                                        |
|  | Nedflyttade till Segunda División.                     |

| Primera División Vinnare av Primera División 1980 |
| ------------------------------------------------- |
| Chile                                             |
| Cobreloa 1:a titeln                               |

## Kvalserie
| Plac. | Lag                | S | V | O | F | GM | IM | MSK | Poäng |
| ----- | ------------------ | - | - | - | - | -- | -- | --- | ----- |
| 1     | Iquique            | 3 | 2 | 1 | 0 | 4  | 2  | 2   | 5     |
| 2     | Deportes La Serena | 3 | 0 | 3 | 0 | 4  | 4  | 0   | 3     |
| 3     | Deportes Aviación  | 3 | 0 | 2 | 1 | 6  | 7  | -1  | 2     |
| 4     | Santiago Morning   | 3 | 0 | 2 | 1 | 2  | 3  | -1  | 2     |

Iquique och Deportes La Serena fick spela i den högsta divisionen 1981.

## Liguilla Pre-Libertadores
Lagen på plats 2 till 5 spelade en playoff-serie bestående av sex omgångar för att bestämma vilket lag som skulle bli det andra representationslaget i Copa Libertadores. Eftersom Colo-Colo och Universidad de Chile hamnade på samma poäng spelades det en avgörande final.
| Plac. | Lag                  | S | V | O | F | GM | IM | MSK | Poäng |
| ----- | -------------------- | - | - | - | - | -- | -- | --- | ----- |
| 1     | Colo-Colo            | 6 | 3 | 2 | 1 | 14 | 7  | 7   | 8     |
| 2     | Universidad de Chile | 6 | 3 | 2 | 1 | 6  | 6  | 0   | 8     |
| 3     | O'Higgins            | 6 | 3 | 1 | 2 | 8  | 7  | 1   | 7     |
| 4     | Deportes Concepción  | 6 | 0 | 1 | 5 | 4  | 12 | -8  | 1     |

### Final
|  | 3 januari 1981 | Universidad de Chile | 2–1 | Colo-Colo | Estadio Nacional, Santiago          |  |
|  |                |                      |     |           | Publik: 74 747 Domare: Hernán Silva |  |
|  |                |                      |     |           |                                     |  |
|  |                |                      |     |           |                                     |  |

Universidad de Chile vidare till Copa Libertadores 1981